# Kryohydrat
Kryohydrat (av grekiska kryos, köld, och hydor, vatten) kallas det slag av eutektiska blandningar, som skapas av is och ett salt. Avkyls en mättad saltlösning, börjar slutligen en mekanisk blandning av is och salt att kristallisera ut. Proportionen mellan utskild is och salt är densamma som i lösningen, vars koncentration således inte ändras. Proportionsvis mera is kan inte utkristallisera, eftersom lösningen då skulle bli mer koncentrerad, vilket inte är möjligt, då den redan är mättad. Mer utspädda lösningar har högre fryspunkt och kan således inte heller existera vid den mättade saltlösningens fryspunkt. En frysande, mättad lösnings temperatur håller sig därför oförändrad alltifrån det ögonblick, då is jämte salt börjar utkristallisera, till och med det, då hela lösningen övergått till is och fast salt. Denna konstanta temperatur kallas kryohydratisk temperatur och den utskilda mekaniska blandningen av is och salt kryohydrat. Mättade saltlösningar har således liksom enhetliga substanser en viss bestämd fryspunkt. Denna är dessutom den lägsta temperatur, som kan uppnås genom blandning av is och det ifrågavarande saltet. Tabell över kryohydratiska blandningar:
|                | Gram vattenfritt salt i 100 gram vatten | Fryspunkt °C |
| Soda           | 6,3                                     | –2,1         |
| Ammoniumnitrat | 70,0                                    | –17,35       |
| Natriumnitrat  | 58,5                                    | –18,5        |
| Koksalt        | 28,9                                    | –21,2        |
| Kalciumklorid  | 42,5                                    | –55          |

Begreppen kryohydrat och kryohydratisk temperatur har generaliserats till att gälla vilka lösningsmedel och lösta substanser som helst (andra vätskor än vatten, metaller och så vidare). Den generella benämningen är eutektisk blandning och eutektisk temperatur. Exempel: rent kaliumnitrat smälter vid 340 °C och rent natriumnitrat vid 310 °C, den eutektiska blandningen av 67,10 procent kaliumnitrat och 32,90 procent natriumnitrat smälter vid den betydligt lägre temperaturen av 218 °C. Eutektiska metallegeringar ha även mycket lägre smältpunkt än de ifrågavarande metallerna, till exempel 59,2 procent vismut + 40,8 procent kadmium: smältpunkt 144 °C. 45 procent bly + 55 procent vismut: smältpunkt 127 °C, 52 procent vismut + 32 procent bly + 16 procent tenn: smältpunkt 96 °C.